# Dorothée
Dorothée, pseudonimo di Frédérique Hoschedé (Parigi, 14 luglio 1953), è una conduttrice televisiva, cantante e attrice francese.

## Carriera
È stata annunciatrice sull'emittente francese Antenne 2 (attuale France 2) dal 1977 al 1983, ma è stata anche presentatrice di programmi televisivi per bambini come Les mercredis de la jeunesse (1973), Dorothée et ses amis (1977–1978), Récré A2 (1978–1987) e Club Dorothée (1987–1997), che rese popolare gli anime giapponesi in Francia grazie alla messa in onda di Dragon Ball, Saint Seiya - I Cavalieri dello zodiaco, City Hunter e Ken il guerriero.
Ha un'ampia discografia di musica pop per bambini ed ha registrato numerose filastrocche della tradizione francese. Molte sue canzoni sono state utilizzate per le sigle di apertura delle serie animate presenti nei suoi programmi, in particolare in Club Dorothée.
Tra il 1979 ed il 1980 ha preso parte da attrice ad alcuni film, ovvero L'amore fugge, Il vizietto dell'onorevole e Sorvegliate il vedovo.
Tra il 1993 ed il 1994 ha presentato tre spettacoli speciali in prima serata chiamati Dorothée Rock'n'roll Show e dedicati alla musica rock. In essi ha duettato con artisti del rock and roll e del R&B tra cui Ray Charles, Chuck Berry, Cliff Richard, Henri Salvador, Percy Sledge, Screamin' Jay Hawkins e Jerry Lee Lewis.
Nel 2019 fa un cameo nel film Nicky Larson et le parfum de Cupidon.